# Columella

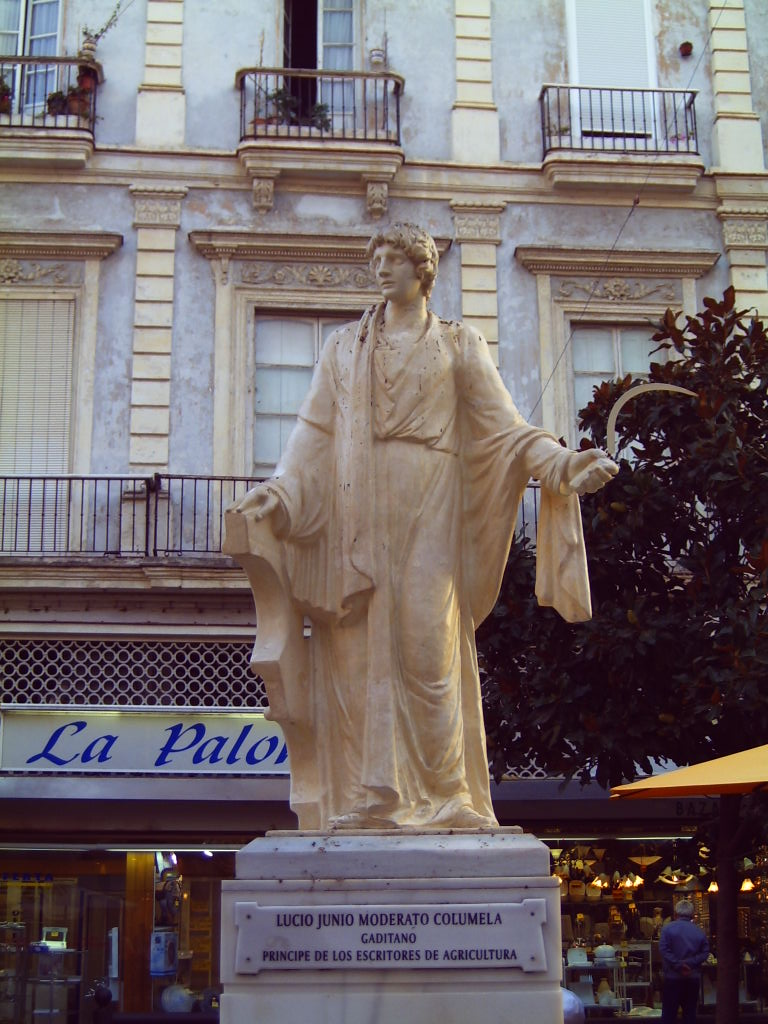
Staty av Columella på Plaza de las Flores i Cádiz.

Lucius Junius Moderatus Columella, född 4, död 70, var en Romersk författare som skrev Romartidens mest kända och bäst bevarade verk om lantbruket, Rei rusticae libri XII.
Columella, vars huvudsakliga verksamhet syns ha infallit under kejsare Neros tid, var född i Spanien, men bosatt i Italien. Entusiastisk för det förfallna jordbrukets upphjälpande, skrev han först ett mindre verk i fyra böcker, varav andra boken är bevarad, och sedan ett stort anlagt verk, ursprungligen i nio böcker, till vilka han sedan dels fogade såsom tionde bok en lärodikt om trädgårdsskötsel, dels såsom bihang ytterligare två böcker. Columellas huvudsakliga källor är Marcus Terentius Varro och Aulus Cornelius Celsus, men framför allt åberopade han sin egen erfarenhet såsom jordbrukare. Hans stil är klar och koncis, enkel och vårdad. Den första kritiska upplagan av hans verk utgavs i "Collectio scriptorum veterum upsaliensis". 
I september 2009 kom den första svenska översättningen av Columellas verk under titeln Tolv böcker om lantbruk. Översättningen är gjord av Columellakännaren Sten Hedberg och boken, som gavs ut av Kungliga Skogs- och Lantbruksakademien, omfattar också tolv kommenterande artiklar av svenska forskare.